# 伯納德小姐說
《伯納德小姐說》是施川由紀所畫的日本漫畫。2011年12月22日至2012年12月25日於ASCII Media Works旗下漫畫雜誌《電擊Comics Japan》，2013年3月27日開始於一迅社旗下雜誌《月刊Comic REX》上連載至今。2016年10月開始播出短篇電視動畫。

## 登場角色
町田佐和子（聲：喜多村英梨）
遠藤（聲：市來光弘）
神林詩織（聲：小松未可子）
长谷川澄香（聲：洲崎綾）

## 出版书籍
目前该漫画于一迅社旗下的《Comic REX》连载，出版6卷。
| 卷数 | 发售日期       | ISBN                   |
| ---- | -------------- | ---------------------- |
| 1    | 2013年4月19日  | ISBN 978-4-7580-6371-5 |
| 2    | 2015年7月27日  | ISBN 978-4-7580-6529-0 |
| 3    | 2016年10月27日 | ISBN 978-4-7580-6626-6 |
| 4    | 2018年7月27日  | ISBN 978-4-7580-6751-5 |
| 5    | 2020年4月28日  | ISBN 978-4-7580-6860-4 |
| 6    | 2021年12月20日 | ISBN 978-4-7580-6954-0 |
| 7    | 2024年1月26日  | ISBN 978-4-7580-8466-6 |

## 電視動畫
电视动画於2016年10月播放。

### 製作人員
- 原作：施川ユウキ（日语：施川ユウキ）（一迅社「月刊ComicREX」连载）
- 总监督：ひらさわひさよし（日语：ひらさわひさよし）
- 系列导演：橘さおり
- 动画角色原案：なつのはむと
- 动画角色设定：ゴンタ
- 脚本：内堀優一（日语：内堀優一）
- 音楽：堀田星司
- 音楽製作：株式会社幻影
- 音乐制作人：石谷光章 Mitsu（日语：Mitsu）
- 音响监督：大室正勝（日语：大室正勝）
- 制作公司：ドリームクリエイション（日语：ドリームクリエイション）
- 动画制作：Creators in Pack
- 音響制作 - ダックスプロダクション（日语：ダックスプロダクション）
- 製作：ド嬢図書委員会

### 主題曲
「らぶ！ライブラリー」
作詞・作曲 - かませ虎（幽閉サテライト） / 編曲 - HiZuMi（幽閉サテライト） / 歌 - 少女フラクタル（天宮みや&柚木梨沙）

### 各話列表
| 話數              | 日文標題               | 中文標題   | 分鏡                | 演出       | 作畫監督     | 总作画监督   |
| ----------------- | ---------------------- | ---------- | ------------------- | ---------- | ------------ | ------------ |
| 一冊目            | バーナード嬢、曰く     |            | 橘さおり            | 橘さおり   | なつのはむと |              |
| 二冊目            | 図書室神林しおり、曰く | 圖書館     | 橘さおり            | 橘さおり   | なつのはむと |              |
| 三冊目            |                        |            | 橘さおり            | 橘さおり   | 花井柚都子   | なつのはむと |
| 四冊目            | POP                    |            | 橘さおり            | 空久保美貴 | 花井柚都子   | なつのはむと |
| 五冊目            |                        | 三大奇書   | 橘さおり            | 橘さおり   | なつのはむと |              |
| 六冊目            | 雨宿り                 |            | 橘さおり 空久保美貴 | 空久保美貴 | 花井柚都子   | なつのはむと |
| 七冊目            | 古本屋                 |            | 橘さおり            | 橘さおり   | 花井柚都子   | なつのはむと |
| 八冊目            | フェルマーの最終定理   | 费马大定理 | 空久保美貴          | 空久保美貴 | なつのはむと | -            |
| 九冊目            | バス停                 |            | 空久保美貴          | 空久保美貴 | なつのはむと | -            |
| 十冊目            | 町田さわ子のいない日   |            | 橘さおり            | 空久保美貴 | 花井柚都子   | なつのはむと |
| 十一冊目          | 往復書簡               |            | 橘さおり            | 橘さおり   | なつのはむと | -            |
| 十二冊目          | ひとり旅               |            | 橘さおり            | 橘さおり   | なつのはむと | -            |
| 十三冊目 (未放送) | おふろ読書             |            | 空久保美貴          | 空久保美貴 | 花井柚都子   | なつのはむと |

## 外部連結
- 《伯納德小姐說》於一迅社內的介紹頁（页面存档备份，存于）（日語）
- 電視動畫《伯納德小姐說》官網（页面存档备份，存于）（日語）
- 電視動畫《伯納德小姐說》官方的X（前Twitter）